# DDR-Liga 1980/81
In 1980/81 werd het 31ste seizoen van de DDR-Liga gespeeld, de tweede klasse van de DDR. De vijf groepswinnaars speelden een eindronde waarvan de top twee promoveerde. BSG Energie Cottbus promoveerde voor de derde keer naar de DDR-Oberliga, voor BSG Chemie Buna Schkopau was het de eerste keer.

## Promotie-eindronde
| Plaats | Club                         | Wed. | W | G | V | Saldo | Ptn. |
| ------ | ---------------------------- | ---- | - | - | - | ----- | ---- |
| 1.     | BSG Energie Cottbus          | 8    | 5 | 2 | 1 | 15:7  | 12:4 |
| 2.     | BSG Chemie Buna Schkopau     | 8    | 4 | 2 | 2 | 16:12 | 10:6 |
| 3.     | 1. FC Union Berlin           | 8    | 3 | 2 | 3 | 17:11 | 8:8  |
| 4.     | BSG Schiffahrt/Hafen Rostock | 8    | 3 | 1 | 4 | 15:18 | 7:9  |
| 5.     | BSG Motor Suhl               | 8    | - | 3 | 5 | 9:24  | 3:13 |

### Topschutters
|    | Speler              | Club                         | Goals |
| -- | ------------------- | ---------------------------- | ----- |
| 1. | Heinz Pinkohs       | BSG Schiffahrt/Hafen Rostock | 6     |
| 2. | Helmut Brandtner    | BSG Chemie Buna Schkopau     | 4     |
| 2. | Klaus-Dieter Helbig | 1.FC Union Berlin            | 4     |